# Abel-Szitim
Abel-Szitim, Szitim, Abila – miejsce ostatniego postoju Izraelitów przed wejściem do Kanaanu. Zlokalizowane było według Księgi Liczb (Lb 33,49) w Moabie, na wschodnim brzegu Jordanu. Zgodnie z Księgą Jozuego (Joz 2,1) stąd do Kanaanu wyruszyli zwiadowcy i w tym miejscu Izraelici planowali przekroczyć Jordan (Joz 3,1). W czasach rzymskich miejscowość nazywała się Abila i była stolicą toparchii w Perei. Według Wojny żydowskiej Józefa Flawiusza (Wojna 4,438) w okolicach miasta uprawiano palmy. Utożsamiane jest ze współczesnym Tell el-Harman, położonym w kierunku zachodnim od Cheszbonu.